# 威爾明頓莊園 (特拉華州)
威爾明頓莊園（英語：Wilmington Manor）是位於美國特拉華州紐卡斯爾縣的一個人口普查指定地區。

## 地理
威爾明頓莊園的座標為39°41′08″N 75°35′04″W / 39.6856°N 75.5844°W，而該地最高點為海拔高度18米（即59英尺）。

## 人口
根據2010年美國人口普查的數據，威爾明頓莊園的面積為4.20平方千米，當中陸地面積為4.20平方千米，而水域面積為0.00平方千米。當地共有人口7889人，而人口密度為每平方千米1,878人。